# Metal Black
Metal Black es un álbum de Venom, banda de heavy metal. Fue lanzado en el 2006 por Castle Music/Sanctuary Records. El nombre del álbum es un juego de palabras respecto al título de su álbum de 1982 Black Metal, uno de los primeros LP de la banda.

## Historia
Tras reformarse la banda, con un line-up completamente nuevo, Venom comenzó a trabajar en un nuevo álbum. Fue publicado en 2006 y titulado Metal Black. El título y la portada del álbum hacen una referencia obvia a su álbum Black Metal, anuncia una voluntad real del grupo por volver a sus orígenes. El álbum destaca por ser menos producido que su anterior álbum, Resurrection. Los riffs son menos desarrollados y las letras están en el límite de la autoparodia. 

## Éxito y Gira promocional
El álbum, promocionado por el sencillo Antichrist (primer sencillo publicado por Venom en más de 15 años), fue un éxito debido a que vendió aproximadamente 1,100 copias en su primera semana en los Estados Unidos.y le siguió una extensa gira. El recorrido pasó por el centro de Europa, Reino Unido, Escandinavia y, finalmente, los Estados Unidos. Phil Anselmo, excantante de Pantera fue invitado a cantar con la banda en varias fechas.

## Lista de canciones
1. "Antichrist" – 3:28
2. "Burn in Hell" – 2:57
3. "House of Pain" – 5:05
4. "Death & Dying" – 3:52
5. "Regé Satanas" – 3:45
6. "Darkest Realm" – 3:12
7. "A Good Day to Die" – 3:42
8. "Assassin" – 4:45
9. "Lucifer Rising" – 4:23
10. "Blessed Dead" – 4:43
11. "Hours of Darkness" – 4:15
12. "Sleep When I'm Dead" – 3:53
13. "Maleficarum" – 6:04
14. "Metal Black" – 3:11